# 長後站

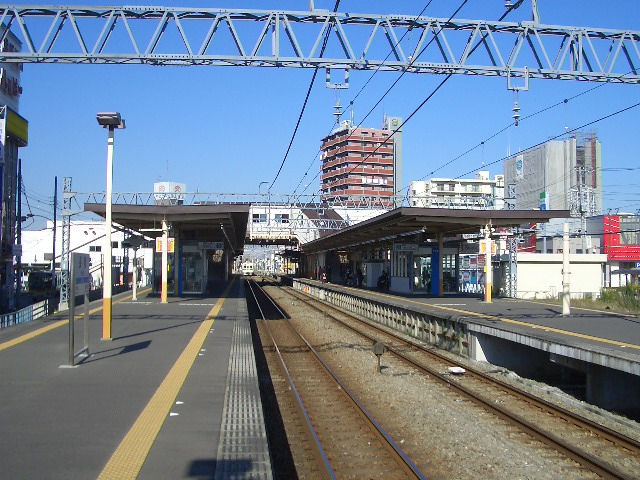
3、4號月台藤澤方向往相模大野方向（2004年11月27日）

長後站（日语：／ Chōgo eki */?）是位於神奈川縣藤澤市下土棚，屬於小田急電鐵江之島線的鐵路車站。車站編號是OE 08。

## 歷史
- 1929年（昭和4年）4月1日 - 新長後站開業。為「直通」班次停靠站。
- 1944年（昭和19年）11月27日 - 開始貨物業務[2]。
- 1945年（昭和20年）6月 - 廢止「直通」班次，各站停車延伸至全線，本站為其停靠站。
- 1946年（昭和21年）10月1日 - 新增準急班次，本站為其停靠站。
- 1955年（昭和30年）3月25日 - 新增通勤急行班次，本站為其停靠站。
- 1958年（昭和33年）4月1日 - 更名為長後站[2]。
- 1961年（昭和36年）10月 - 成為急行班次停靠站。
- 1966年（昭和41年）11月6日 - 貨物業務結束[2]。

## 站名由來
由高座郡「長鄉」演變為「長後」。
但本站不屬於長後地區，而是屬於南側的下土棚地區。

## 車站構造
本站是島式月台2面4線地面車站，站房為跨站式站房。湘南台方向有轉轍器。
| 月台 | 路線     | 方向 | 目的地                       |
| ---- | -------- | ---- | ---------------------------- |
| 1、2 | 江之島線 | 下行 | 藤澤、片瀨江之島方向         |
| 3、4 | 江之島線 | 上行 | 相模大野、新宿、千代田線方向 |

內側2線（2、3號月台）是主本線，外側2線（1、4號月台）是待避線。

## 利用狀況
2016年度1日平均上下車人次為35,141人、小田急線全70站中排名33位。
1991年度以後使用人數逐漸減少。
近年1日平均上下車人次、上車人次變化如下表。
| 年度               | 1日平均 上下車人次 | 1日平均 上車人次 | 來源     |
| ------------------ | ------------------ | ---------------- | -------- |
| 1929年（昭和04年） | 548                |                  |          |
| 1930年（昭和05年） | 417                |                  |          |
| 1935年（昭和10年） | 275                |                  |          |
| 1940年（昭和15年） | 744                |                  |          |
| 1946年（昭和21年） | 5,347              |                  |          |
| 1950年（昭和25年） | 5,237              |                  |          |
| 1955年（昭和30年） | 6,324              |                  |          |
| 1960年（昭和35年） | 9,503              |                  |          |
| 1965年（昭和40年） | 21,642             |                  |          |
| 1970年（昭和45年） | 30,652             |                  |          |
| 1975年（昭和50年） | 39,103             |                  |          |
| 1980年（昭和55年） | 45,283             |                  |          |
| 1985年（昭和60年） | 49,677             |                  |          |
| 1990年（平成02年） | 52,337             |                  |          |
| 1991年（平成03年） | 52,701             |                  |          |
| 1995年（平成07年） | 49,244             | 24,689           | [ * 1 ]  |
| 1998年（平成10年） |                    | 22,914           | [ * 2 ]  |
| 1999年（平成11年） |                    | 21,124           | [ * 3 ]  |
| 2000年（平成12年） | 40,820             | 20,075           | [ * 3 ]  |
| 2001年（平成13年） |                    | 19,177           | [ * 4 ]  |
| 2002年（平成14年） | 37,490             | 18,373           | [ * 5 ]  |
| 2003年（平成15年） | 36,318             | 17,753           | [ * 6 ]  |
| 2004年（平成16年） | 35,551             | 17,941           | [ * 7 ]  |
| 2005年（平成17年） | 35,694             | 17,983           | [ * 8 ]  |
| 2006年（平成18年） | 36,371             | 18,325           | [ * 9 ]  |
| 2007年（平成19年） | 36,383             | 18,310           | [ * 10 ] |
| 2008年（平成20年） | 36,153             | 18,150           | [ * 11 ] |
| 2009年（平成21年） | 34,869             | 17,501           | [ * 12 ] |
| 2010年（平成22年） | 34,760             | 17,443           | [ * 13 ] |
| 2011年（平成23年） | 34,811             | 17,455           | [ * 14 ] |
| 2012年（平成24年） | 35,133             | 17,600           | [ * 15 ] |
| 2013年（平成25年） | 35,272             | 17,665           | [ * 16 ] |
| 2014年（平成26年） | 34,674             | 17,334           | [ * 17 ] |
| 2015年（平成27年） | 34,839             |                  |          |
| 2016年（平成28年） | 35,141             |                  |          |

## 車站周邊
江戶時代為宿場町。
- 國道467號（日语：国道467号）
- 長後街道（日语：長後街道）
- 藤澤市長後市民中心
- 藤澤市少年之森
- 藤澤北警察署（日语：藤沢北警察署）長後站前交番
- 藤澤湘南台醫院
- 神奈川縣立藤澤綜合高等學校（日语：神奈川県立藤沢総合高等学校）
- NTT東日本（日语：東日本電信電話）長後大樓
- 五十鈴汽車藤澤工場
- 藤澤北郵便局（日语：藤沢北郵便局）
- 長後郵便局
- 里索那銀行
- 橫濱銀行

## 巴士路線
以下路線由神奈川中央交通運行。

### 東口
- 1號乘車處
  - 長54系統 - 往立場總站
- 2號乘車處
  - 長55系統 - 往上飯田車庫（日语：神奈川中央交通戸塚営業所）
  - い08系統 - 往泉野站

### 西口
- 1號乘車處
  - 長12系統 - 往下土棚
- 2號乘車處
  - 長16系統 - 往海老名站東口
  - 長35系統 - 經用田往綾瀨車庫（日语：神奈川中央交通綾瀬営業所）
  - 長36系統 - 往吉岡工業團地
- 3號乘車處
  - 長22系統 - 往綾瀬市役所
  - 長24系統 - 往相模野站
  - 長33系統 - 往櫻丘站西口
  - 長37系統 - 經大法寺往綾瀨車庫
  - 長38系統 - 經大法寺、綾瀨市役所、市民文化中心前往綾瀨車庫
  - 長39系統 - 經大法寺、市民文化中心前往綾瀨車庫
- 4號乘車處
  - 長40系統 - 上土棚団地前循環
  - 長41系統 - 往湘南台站西口
  - 長43系統 - 往長坂上
  - 長44系統 - 往綾南會館

## 其他
- 1966年至1967年，從大船站往橫濱夢幻樂園（日语：横浜ドリームランド）的夢幻樂園單軌電車線（日语：ドリーム開発ドリームランド線）也曾計畫以本站為起點。
- 現在通過湘南台站的相鐵泉野線與橫濱市營地下鐵曾計畫駛入本站。但在地方商店街的反對下改為湘南台站。

## 相鄰車站
小田急電鐵
 江之島線

■快速急行
通過
■急行
大和（OE 05）－長後（OE 08）－湘南台（OE 09）
■各站停車
高座澀谷（OE 07）－長後（OE 08）－湘南台（OE 09）

## 外部連結
- 長後 - 小田急電鐵